# كوهي هاتوري (لاعب كرة قدم مواليد 2000)
كوهي هاتوري (باليابانية: 服部 航平) (مواليد 22 أغسطس 2000) هو لاعب كرة قدم ياباني.

## وصلات خارجية
- كوهي هاتوري (2000) على موقع رابطة كرة القدم اليابانية للمحترفين (اليابانية)
- كوهي هاتوري (2000) على موقع قاعدة بيانات كرة القدم.إي يو (الإنجليزية)
- كوهي هاتوري (2000) على موقع Soccerway.com (الإنجليزية)
- كوهي هاتوري (2000) على موقع عالم كرة القدم.نت (الإنجليزية)